# Poslední lovci
Film Poslední lovci z roku 2010 je dokument ze série Dobrodružství oceánů Steva Lichtaga.

## Popis
Dokument je věnován domorodým lovcům z indonéského ostrova Lembata v souostroví Malé Sundy. Tito lovci, jako jedni z posledních na naší planetě, loví tradičním způsobem nejen velryby, ale i delfíny a manty. Už po staletí vyplouvají na starých dřevěných člunech, aby vyzbrojeni bambusovými harpunami sváděli s gigantickými vorvani nelítostné boje na život a na smrt. Ne vždy odcházejí z boje vítězně. Dramatický dokument nabízí nejen vzrušující okamžiky, ale také momenty k zamyšlení nad nejistou budoucností této komunity, jejíž přežití závisí nejen na odvaze ale i štěstí těchto „posledních lovců“. Zamýšlet se můžeme také nad vlivem pronikání západních kultur do dosud nedotčených a nepoznaných míst planety Země. Na unikátním snímku o domorodých velrybářích z nejvýchodnější části Indonésie pracoval desetičlenný tým po dobu tří let.

## Ocenění
Film získal řadu ocenění, včetně mezinárodních:
- 2010 MFF Envirofilm – Slovensko, Nejlepší dokument[2]
- 2010 MFF Ekofilm – Česko, Cena diváka
- 2010 MFPF Vysoké Tatry – Slovensko, Grand Prix
- 2010 MFF TSTTT Uherské Hradiště – Česko, Hlavní cena
- 2010 MFOF – Česko, 1. místo v kategorii Voda
- 2011 LES ÉCRANS DE LA MER – Francie, 1. místo
- 2011 IUFF „Bijeli Law“, Chorvatsko, Grand Prix
- 2011 IUFF Belegrad, Srbsko, 1. místo